# Sigmund von Imhoff
Wilhelm Maria Sigmund Heinrich Freiherr von Imhoff (* 30. Juni 1881 in Metz; † 7. Juli 1967 in Farchant) war Offizier im Ersten Weltkrieg, ab 1920 Major im Dienst der bayerischen Landespolizei und spielte 1923 eine Rolle bei der Niederschlagung des Hitlerputsches. Nach der Machtergreifung Hitlers 1933 wurde er als Generalmajor der Polizei in den einstweiligen Ruhestand versetzt. Während des Zweiten Weltkriegs wurde er als Generalmajor der Abwehr reaktiviert. 

## Leben
Sigmund von Imhoff war ein Sohn des bayerischen Oberst und Kommandeurs des 1. Fußartillerie-Regiment „vakant Bothmer“ Gustav von Imhoff (1847–1897) aus dessen Ehe mit Henriette, geborene Behaim von Schwartzbach (1849–1917). Seine Schwester Henriette (* 1874) war mit Erich von Botzheim verheiratet. Er heiratete am 26. September 1907 in Straßburg Thusnelda Freiin von und zu Bibra (* 1883). Aus der Ehe gingen die Söhne Sigmund (1908–1941) und Günther (* 1916) hervor. Der ältere Sohn fiel als Major im Heer der Wehrmacht beim Unternehmen Barbarossa im August 1941.
Imhoff besuchte ein Humanistisches Gymnasium und trat 1900 als Fahnenjunker in das 4. Feldartillerie-Regiment „König“ der Bayerischen Armee ein. 1902 avancierte er zum Leutnant im 6. Feldartillerie-Regiment, wurde 1905 Kammerjunker und im Jahr darauf Regimentsadjutant. Von 1912 bis 1. August 1914 absolvierte er den 45. Lehrgang der Kriegsakademie in München, welcher jedoch nach Ablauf der zweiten Lehrstufe aufgrund des Ersten Weltkriegs abgebrochen wurde. Imhoff wurde als Hauptmann 2. Adjutant der 5. Infanterie-Division und nahm an den Kämpfen in Lothringen teil. Im weiteren Kriegsverlauf diente er u. a. als Adjutant der 5. Feldartillerie-Brigade sowie als Abteilungskommandeur im 12. Feldartillerie-Regiment. 1920 wurde er aus der Armee verabschiedet und trat zur bayerischen Landespolizei über.
1923 war Sigmund von Imhoff, Major im Kommando der Münchner Landespolizei mit Dienstsitz im Polizeipräsidium München. Am 26. September 1923 wurde Gustav von Kahr aus Protest gegen das Ende des Widerstandes des Kabinett Stresemann I gegen die Ruhrbesetzung auf Grund der Hyperinflation vom Kabinett Knilling nach Artikel 48 Weimarer Verfassung zum Generalstaatskommissar mit diktatorischen Vollmachten in Bayern ernannt. Die Hirachie der Stadtpolizei München war durch Mitglieder des Freikorps Oberland durchsetzt, diese wurden beim Hitlerputsch eingesetzt. Am 8. November 1923 nahm im Polizeipräsidium München Wilhelm Frick als neuer Polizeipräsident Glückwünsche von einzelnen Beamten entgegen und gab gegen Mitternacht mit Ernst Pöhner eine Pressekonferenz.
Sigmund von Imhoff war über Einberufungsbescheide des Freikorps Oberland zum 8. November 1923 informiert. Um 21.00 Uhr des 8. November 1923 beorderte Imhoff Landpolizeikräfte aus den Kasernen in München an strategische Punkte in München und nahm Kontakt mit dem Büro von Gustav von Kahr auf. Nach der Pressekonferenz wurden Pöhner und Frick im Polizeipräsidium München verhaftet. Unter dem Kommando des Leutnants Michael Freiherr von Godin stoppte die Landespolizei am 9. November den bewaffneten Aufmarsch der Putschisten an der Feldherrenhalle mit Waffengewalt.
1928 wurde er zum Oberstleutnant und 1930 zum Oberst der Polizei ernannt. Am 3. April 1933 wurde er als Generalmajor der Polizei in den einstweiligen Ruhestand versetzt. Später wurde er mit diesem Dienstgrad zur Abwehr (unter der Führung von Wilhelm Canaris), Außenstelle AST Luft im Wehrkreis VII, reaktiviert.